# Чувашская письменность
Чувашская письменность (чув. чӑваш ҫырулӑхӗ) — общее название алфавитов, буквы которых использовались для передачи элементов звуковой речи в письменности чувашского языка.
В чувашской письменности использовались только алфавитные системы письма, для каждой из которых существуют пределы, в которых может варьировать начертание букв без изменения их алфавитного значения.
История чувашской письменности представлена тремя периодами:
1. период древнечувашской письменности (до XVI века)
2. период старочувашской письменности (XVIII век — 1871 год)
3. период новой чувашской письменности (с 1871 года) включает два подпериода:
  1. 1871—1917 годы;
  2. с 1917 года по настоящее время[1].

Каждому из этапов истории чувашской письменности соответствуют отдельные алфавитные системы письма, включавшие начертательные (графические) символы (буквы и небуквенные знаки письма) и приёмы, принятые для фиксации на бумаге или другом материале текстов, высказываний, сообщений, составленных на чувашском языке.
Период древнечувашской письменности представлен двумя алфавитами:
- рунический, частично сохранившийся до XIX в. и генетически связанный с древнетюркским и болгарским руническими алфавитами;
- алфавит на основе арабицы[2] (X—XV вв.).

В период старочувашской письменности (XVIII век — 1871 год) для записи чувашской речи использовался русский алфавит без добавления специальных букв для звуков, характерных для чувашской речи.
Период новой чувашской письменности (с 1871 года по настоящее время) также представлен двумя алфавитами, каждый из которых в той или иной степени был адаптирован для записи чувашской речи:
- чувашский алфавит на основе кириллицы;
- чувашский алфавит на основе латиницы.

В соответствии с Федеральным законом № 165-ФЗ от 11.12.2002 г. «О внесении дополнения в статью 3 Закона Российской Федерации „О языках народов Российской Федерации“» алфавит чувашского языка, как государственного языка Чувашской Республики, строится на графической основе кириллицы. Изменения в графической основе алфавита чувашского языка могут вводиться только федеральными законами России. Поскольку Федеральные законы Российской Федерации имеют верховенство только на территории Российской Федерации, то вне территории Российской Федерации (например, в Интернете) алфавит чувашского языка может строиться на любой графической основе и для внесения изменений в графические основы алфавитов чувашского языка не требуется принятия соответствующих федеральных законов Российской Федерации.

## Рунический алфавит
Древнечувашский рунический алфавит имеет генетические связи с древнетюркским и болгарским руническими алфавитами и использовался чувашами вплоть до XIX века.

### История
С давних времён чуваши широко использовали приёмы пиктографии (картинного письма) и идеографии (письма иероглифами), а для записи чисел пользовались специальными цифрами. В большинстве случаев знаки вырезались ножом (на деревянных брусах и бирках), топором (на брёвнах) или лопатой (на земле). Например, чув. ҫыру (письмо, письменность) связано с чув. ҫыра (резец; метчик (для разметки по дереву)). Слово "çыр" происходит от корня "чĕр" - "царапать", от него же "чĕрне" - "ноготь". Само происхождение слова "çырулăх" родственно тюркскому слову "ярлык" - грамота, буквально jarlyk < şyr(u)lăh , где применимо типичное правило чувашского языка где вместо тюркского й заменяется на ч/ç/ш (йолан - çĕлен - змея и т.п.)
Известно, что в Савирском княжестве, образованном савирами и барсилами на территории современного Дагестана в VI веке, уже существовала своя письменность.

### Письменность
Письменность на базе рунической графики частично сохранялась вплоть до XIX века. В настоящее время элементы рунического алфавита используются в чувашской орнаментике и вышивке, а также в культовых целях приверженцами древних чувашских верований.
В печати высказывались предложения воспользоваться руническим алфавитом в качестве графической основы современной чувашской письменности: «а не лучше ли уж вернуться совсем-совсем к собственным истокам, если высказываются голоса, типа, надо идти назад к латинице? Как-никак среди семи древнейших писем наша сохранившаяся в узорах да на пастушьих палках замысловатая руна (слово „руна“ на русский переводится как —тайна) отличается графической (читабельной) и орфографической (чистописной) простотой».
Изучение древнечувашской письменности на базе рунической графики ведётся исследователями чувашского языка, истории и культуры

## Алфавит на основе арабского письма
В эпоху Волжской Булгарии среди предков чувашей, особенно мусульман, получила распространение письменность на основе арабской графики, о чём свидетельствуют многочисленные надписи на каменных надгробиях, выполненные на булгарском языке арабской вязью:
| Слово на булгарском | Примерная транслитерация | Современный чувашский аналог | Современный татарский аналог | Значение слова |
| ------------------- | ------------------------ | ---------------------------- | ---------------------------- | -------------- |
| ﻫﻴﺮ                 | хир                      | хӗр                          | кыз                          | девушка, дочь  |
| ﺍﻭﻝ                 | авл                      | ывӑл                         | ул                           | сын            |
| ﺁﻳﺢ                 | айх                      | уйӑх                         | ай                           | месяц          |
| ﺟﺎﻝ                 | джал                     | ҫул                          | ел                           | год            |
| ﺗﻮﺍﺗﻮ، ﺗﻮﺍﺗﺔ        | туату, туата             | тӑват(ӑ)                     | дүрт                         | четыре         |
| ﺁﻟﻄﻰ، ﺁﻟﻂ           | алты, алт                | улт(ӑ)                       | алты                         | шесть          |
| ﺟﻴﺎﺕ، ﺟﺘﻰ           | джиат, дж-ти             | ҫич(ӗ)                       | җиде                         | семь           |
| ﺳﻜﺮ                 | с-к-р                    | сак(к)ӑр                     | сигез                        | восемь         |
| ﻃﺤﻮﺭ، ﻃﺤﺮ           | т-хур, т-х-р             | тӑх(х)ӑр                     | тугыз                        | девять         |
| ﻭﺍﻥ                 | ван                      | вун(ӑ)                       | ун                           | десять         |
| ﺟﻴﺮﻳﻢ، ﺟﺮﻡ          | джирим, дж-р-м           | ҫирӗм                        | егерме                       | двадцать       |
| ﻭﻭﻃﺮ                | вут-р                    | вӑтӑр                        | утыз                         | тридцать       |
| ﺟﻮﺭ                 | джур                     | ҫӗр                          | йөз                          | сто            |

По мнению тюрколога М. Р. Федотова, «надписи болгарских каменных надгробий XIII—XIV веков донесли до наших дней фонетические особенности чувашского языка, что было бы невозможно без существования древнечувашской письменности на базе арабской графики».
В период Золотой Орды и Казанского ханства древнечувашская письменность на основе арабской графики исчезла.

### Критика
Сравнительное исследование пригодности того или иного алфавита для тюркских языков, в число которых входит и чувашский, проводились Н. И. Ашмариным. В своём исследовании он обращал внимание на три фактора, которые следует учитывать при выборе графической основы для тюркских языков:
- фонетический;
- морфологический;
- технический.

По мнению Н. И. Ашмарина, арабский алфавит мало пригоден для изображения звуков тюркских языков в связи с неопределённостью произношения слов, написанных арабскими буквами. В арабском языке только три гласных буквы, произношение которых получает различные оттенки от окружающих их согласных звуков. Для сравнения, в чувашском же языке 11 гласных звуков, и чтобы точно записывать чувашские слова, потребуется основательно переработать арабский алфавит. Создание фонетического письма для современного чувашского языка на основе арабской графики в итоге привело бы только к загромождению алфавита новыми знаками, но не дало бы ясного и чёткого изображения звуков.
В арабском языке только согласные представляют собою устойчивый элемент слова. В тюркских языках гласные звуки корня остаются неизменными и играют существенную роль в формировании языка. На этом основан закон сингармонии гласных, характерный для тюркских языков, в том числе и для чувашского.
Арабская вязь, в которой буквы часто бывают связаны и слиты одна с другою, как будто стремится представить слово в виде цельной единицы, затрудняет понимание внутреннего строения слов. Чёткое видение структуры слова значимо для тюркских языков, слова которых носят приставочный (агглютинативный) характер. Корень слов в этих языках почти всегда легко отделяется от служебных частей (аффиксов) и не изменяет своего звукового строения, что отличает их от языков семитических (в число которых входит арабский) и индоевропейских.
К недостаткам арабской письменности Н. И. Ашмарин относит и употребление в ней многочисленных точек и надстрочных знаков, которые неудобны в письме и ещё более того для печати. Арабские буквы в печати обыкновенно редко отличаются большою ясностью, так как эти точки и знаки часто остаются не отпечатанными или бывают отпечатаны недостаточно ясно.
Здесь следует оговориться, что плохая пригодность арабского письма для чувашского языка, конечно же, не может служить препятствием для использования чувашского алфавита на основе арабицы в религиозных целях чувашами-мусульманами. Тем более что традиция чувашского письма буквами арабского алфавита имеет многовековую историю.

## Чувашский алфавит на основе кириллицы
Кириллический алфавит чувашского языка, в нынешнем виде с 37 буквами, существует с 1949 года. Создан на основе русского алфавита, который в свою очередь произошёл от старославянской азбуки.
Включает 33 буквы русского алфавита и 4 дополнительные буквы кириллицы — Ӑ ӑ, Ӗ ӗ, Ҫ ҫ, Ӳ ӳ. При этом пять звонких согласных букв Б б, Г г, Д д, Ж ж, З з, гласные Ё ё, а также согласные Ф ф, Ц ц, Щ щ используются только при написании слов, заимствованных из русского языка, либо через русский язык.
Каждая буква алфавита имеет две разновидности — прописную и строчную; кроме того, буквы имеют некоторые различия в печатном и рукописном виде.
По своей функции в чувашской письменной речи буквы алфавита подразделяются на три группы:
1. буквы для обозначения гласных фонем (12 букв);
2. буквы для обозначения согласных фонем (23 буквы);
3. буквы, не обозначающие фонем (две буквы: ъ, ь).

Не для всех произносимых в различных фонетических положениях звуках чувашской устной речи в алфавите имеется отдельная буква. В алфавите букв значительно меньше, чем звуков в живой речи. Вследствие этого буквы алфавита оказываются многозначными, могут иметь несколько звуковых значений.
По количеству обозначаемых фонем буквы чувашского алфавита распадаются на три группы:
1. буквы, лишённые звукового значения: ъ, ь, а также так называемые «непроизносимые согласные»;
2. буквы, обозначающие две фонемы: я [ja], ю [jy], е [jэ], ё [jo];
3. буквы, обозначающие одну фонему, то есть все буквы чувашского алфавита, за исключением букв, входящих в первую и вторую группы.

Буквы чувашского алфавита также делятся на однозначные и двузначные.
К однозначным относятся буквы, имеющие одно основное значение. Например, буква У во всех положениях обозначает одну и ту же фонему [u].
К двузначным буквам относятся буквы имеющие два значения:
1. все буквы, обозначающие согласные звуки, парные по твёрдости-мягкости;
2. буквы, обозначающие гласные звуки: я, е, ё, ю.

Двузначность букв определяется слоговым принципом чувашской кириллической письменности.
Современный чувашский алфавит (     — используются только в заимствованиях, в частности из русского):
| А а | Ӑ ӑ | Б б | В в | Г г | Д д | Е е | Ё ё |
| Ӗ ӗ | Ж ж | З з | И и | Й й | К к | Л л | М м |
| Н н | О о | П п | Р р | С с | Ҫ ҫ | Т т | У у |
| Ӳ ӳ | Ф ф | Х х | Ц ц | Ч ч | Ш ш | Щ щ | Ъ ъ |
| Ы ы | Ь ь | Э э | Ю ю | Я я |     |     |     |
| --- | --- | --- | --- | --- | --- | --- | --- |

|     | Название       | МФА       |
| --- | -------------- | --------- |
| А а | а              | /a/       |
| Ӑ ӑ | ӑ              | /ə/       |
| Б б | бӑ             | /b/       |
| В в | вӑ             | /ʋ/       |
| Г г | гӑ             | /ɡ/       |
| Д д | дӑ             | /d/       |
| Е е | е              | /e/       |
| Ё ё | ё              | /jo/      |
| Ӗ ӗ | ӗ              | /ɘ/       |
| Ж ж | жӑ             | /ʐ/       |
| З з | зӑ             | /z/       |
| И и | и              | /i/       |
| Й й | йӑ             | /j/       |
| К к | кӑ             | /k/       |
| Л л | лӑ             | /l/       |
| М м | мӑ             | /m/       |
| Н н | нӑ             | /n/       |
| О о | о              | /o/       |
| П п | пӑ             | /p/       |
| Р р | рӑ             | /r/       |
| С с | сӑ             | /s/       |
| Ҫ ҫ | ҫӑ             | /ɕ/       |
| Т т | тӑ             | /t/       |
| У у | у              | /u/       |
| Ӳ ӳ | ӳ              | /y/       |
| Ф ф | фӑ             | /f/       |
| Х х | хӑ             | /χ/       |
| Ц ц | цӑ             | /ʦ/       |
| Ч ч | чӑ             | /ʨ/       |
| Ш ш | шӑ             | /ʂ/       |
| Щ щ | щӑ             | /ɕː/ ɕt͡ɕ/ |
| Ъ ъ | хытӑлӑх палли  | -         |
| Ы ы | ы              | /ɨ/       |
| Ь ь | ҫемҫелӗх палли | /ʲ/       |
| Э э | э              | /ɛ/       |
| Ю ю | ю              | /ju/      |
| Я я | я              | /ja/      |

### История
Формирование чувашского алфавита на основе кириллицы и дальнейший выпуск книг на нём происходило под влиянием убеждённости, что: «евангелие на чувашском наречии, но русскими буквами … вместе со сборником … поучений должны быть единственными книгами на этом наречии» По мнению Э. В. Фомина данные обстоятельства: «скорее всего, наоборот, позволили чувашскому языку за довольно-таки короткий промежуток времени стать высокоразвитым, литературным, ибо специфика богослужебных текстов проявляется в строгом, бережном и даже фетишизированном отношении церковников к слову. Это создало благоприятные условия „олитературивания“ чувашского языка, что в свою очередь не могло не сказаться на улучшении книгоиздательской деятельности».
Первый учебник чувашского языка «Сочинения, принадлежащие к грамматике чувашского языка» был отпечатан в типографии Петербургской Академии наук в 1769 году через 14 лет после выхода первой грамматики русского языка — «Российской грамматики» М. В. Ломоносова.
В основу книги «Сочинения, принадлежащие к грамматике чувашского языка» легла рукопись «Сочинения на чувашском языке», высланная 14 марта 1768 года архиепископом Казанским Вениамином (в миру Василий Пуцек-Григорович) из Казани в адрес директора Российской академии наук в Санкт-Петербурге графа В. Г. Орлова. С именем Вениамина (Пуцек-Григоровича) связаны и изданные в 1775 году «Сочинения, принадлежащие к грамматике черемисского языка».
Составитель первой печатной грамматики чувашского языка для обозначения звуков чувашской речи взял графическую систему русской азбуки. Его чувашский алфавит состоял из 35 букв: А, Б, В, Г, G, Д, Дч, Е, Ж, З, И, I, К, Л, М, Н, О, П, Р, С, Т, У, Х, Ч, Ш, Ь, Ы, Ъ, Ѣ, Й, Э, Ю, Я, ЬÔ, IÔ.
Из них 31 заимствована из русского алфавита, одна буква (G g) — из латинского, а три буквосочетания созданы самим автором по образцу буквосочетания в «Российской грамматике» М. В. Ломоносова. В грамматике отсутствовала чёткая дифференциация в определении и обозначении звуков чувашской речи. Особенно характерно это для букв, принятых для выражения гласных звуков. Например, гласные звуки а, е, у не получили в грамматике своего буквенного выражения.
Среди историков и языковедов нет единого мнения по поводу того, где и кем была составлена рукопись первой печатной грамматики чувашского языка. Одни считают, что она составлена самим В. Г. Пуцеком-Григоровичем, другие — проповедником чувашского языка Нижегородской духовной семинарии Ермеем Рожанским, третьи считают, что грамматика является коллективным творением учащихся-чувашей Казанской духовной семинарии по заданию архиепископа В. Г. Пуцека-Григоровича. Внимание заслуживает и мнение, что автором рукописи был Михаил Ишутов из чувашского села Аттиково Свияжского уезда (теперь Козловский район Чувашии), в 60-х годах XVIII века учившийся в Спасско-Преображенской монастырской школе, которой руководил архиепископ В. Пуцек-Григорович.
Алфавиты, схожие с тем, какой использовался в первом учебнике чувашского языка, употреблялись в различных изданиях вплоть до 1867 года. Отличия были в отсутствии буквы G g, либо в использовании других диграфов.
Про попытки создания чувашского алфавита в XVIII—XIX века пишет Виталий Станьял: «Свои алфавиты составлял и применял открывший в Красных Четаях — задолго до Симбирской — чувашскую школу Николай Базилевский. Этнограф-краевед, толмач-писатель Спиридон Яндуш-Михайловский из Козьмодемьянска свой заветный алфавит хранил за иконами… „Проповедник чувашского языка“ Курмышского уезда Ермей Рожанский сумел передать чувашские речения собственной манерой письма»
В 60—70 гг. XIX века были предприняты попытки создания собственно чувашского алфавита, основанного на русской графике: Н. И. Ильминским, Н. И. Золотницким — на основе диалекта вирьял, И. Я. Яковлевым и его единомышленниками — на основе диалекта анатри. Яковлевский вариант алфавита оказался жизнеспособным — именно к нему восходит современный чувашский алфавит.
В середине 70-х гг. XIX века Н. И. Ильминским была разработана единообразная графическая система для языков народов Урало-Поволжья (марийского, удмуртского, чувашского, татарского). Для звука [y] во всех алфавитах использовалась одна и та же буква «Ӱ, ӱ», («У, у» + диерезис). Но в дальнейшем эта буква в неизменном виде сохранилась только в марийском алфавите. В чувашском стала использоваться буква Ӳ ӳ, («У, у» + двойной акут), в татарском «Ү, ү», а в удмуртском она и вовсе исчезла.
Н. И. Золотницкий в выпущенных им букваре «Чуваш кнеге» от 1867 года и в календаре «Сöлдалык кнеге» использовал 32 буквы: А, Я, Э, Е, Ы, I, O, Ö, У, Ӳ, Ю, Й, Ь, П, Б, С, З, Т, Д, Ш, Ж, К, Г, Х, I, В, Р, Л, Н, М, Ч. Впервые появилась буква Ӳ ӳ, которая с тех пор закрепилась в чувашском алфавите до сегодняшнего дня. Происхождение этой буквы Ӳ ӳ связывают с рукописным написанием буквы «Ӱ, ӱ», которая, в свою очередь, является кириллической версией (транслитерацией) немецкой буквы «Ü, ü».
В 1867 году в рецензии на книгу Н. И. Золотницкого «Сöлдалык кнеге» И. Я. Яковлев указал на необходимость введения в чувашскую графику дополнительных знаков для обозначения специфических звуков чувашского языка. В 1870 году, став студентом Казанского университета, И. Я. Яковлев принял систему обучения инородцев профессора Н. И. Ильминского и приступил к разработке своей версии алфавита для чувашского языка.
По рекомендации Н. И. Ильминского И. Я. Яковлев привлёк к разработке алфавита для чувашского языка студента-филолога старшего курса татарско-арабского отделения Казанского университета Василия Белилина, русского по национальности и, помимо русского, также владевшего татарским и чувашским языками, и ученика крещёно-татарской школы С. Н. Тимрясова, чуваша по национальности, кроме чувашского, знавшего татарский и русский языки. Путём выездного исследования языка и устного словесного творчества чувашей Буинского уезда, в частности деревни Кошки-Новотимбаево, Симбирской губернии им удалось определить в низовом диалекте чувашского языка 45 фонем, в том числе 8 гласных и 37 согласных. При этом впервые за более чем 100 лет существования письменности ими были выделены гласный заднего ряда среднего подъёма ӑ, гласный переднего ряда среднего подъёма ӗ, лабиализованный гласный переднего ряда верхнего подъёма ӳ, которые были обозначены графическими знаками, ъ, ь, ӳ. Для различения мягкости согласных при соответственных буквах начертан апостроф. Звонкость согласных обозначалась соответственными буквами русского алфавита. Звонкий заднеязычный согласный х начертан буквой Ҕ, звонкая переднеязычная аффриката ч — буквой д` (ад`а, по современной орфографии ача "дитя), глухая аффриката — буквой т`. Выбор букв т`, д` мотивирован тем, что аффриката ч в низовом диалекте сильно тяготеет к мягкому т`, д`.
На основе нового алфавита, составлен, по принципу фонетического транскрибирования, был написан букварь «Т́ъваш ад́изен̀е с̀ыръва в̀ьр̀ен̀м̀ел̀л̀и к̀н̀ег̀е» (Книга для обучения грамоте чувашских детей). Алфавит букваря содержит 47 знаков: А а Б б Б̀ б̀ В в В̀ в̀ Г г Г̀ г̀ Ҕ ҕ Ҕ̀ ҕ̀ Д д Д́ д́ Д̀ д̀ Е е Ж ж Ж̀ ж̀ З з З̀ з̀ И и Й й К к К̀ к̀ Л л Л̀ л̀ М м М̀ м̀ Н н Н̀ н̀ О о П п П̀ п̀ Р р Р̀ р̀ С с С̀ с̀ Т т Т́ т́ Т̀ т̀ У у Ӱ ӱ Ф ф Х х Х̀ х̀ Ш ш Ш̀ ш̀ ъ ь Ы ы.
Первый букварь И. Я Яковлева написан на языке низовых чувашей сообразно его звуковой системе. Но ввиду громоздкости и технического несовершенства знаков для практического пользования оказался неудобным. Сразу после выхода букваря И. Я. Яковлев переделал его, сократив количество букв до 27. При этом буквы, обозначающие звонкие согласные звуки, были исключены из алфавита, так как в чувашском языке глухое или звонкое произношение согласного определяется тем, в какой фонетической позиции находится этот согласный. Произведено сокращение знаков, введённых для обозначения мягких согласных звуков. Исключение составляют мягкие согласные лʼ, нʼ, тʼ, у которых даже в соседстве с гласным заднего ряда мягкость сохраняется (кукӑль «пирог», мӑкӑнь «мак»). Для этих мягких согласных были изображены буквы с диакритическими знаками (Ԡԡ, Ԣԣ, Т̌т̌). Буква сʼ, заменена буквой ҫ, буква т' — буквой — ꚋ (Т с крюком), буква й буквой ј.
На этом алфавите в 1872 был издан пробный букварь «Сыръва вьренме тьтгьнмалли кьнеке» (Книга для обучения грамоте) и «Чън тьн кьнеки» (Начальное учение православной христианской веры).
После выхода этих книг Яковлев снова пересмотрел алфавит и внёс незначительные изменения: знаки ъ, ь заменил буквами ӑ, ӗ, знак ј — буквой й; буквы о, ф исключил (написание новозаимствованных или заимствуемых слов подчинил русской орфографии).
Окончательный вариант алфавита от 1873 г. был уже составлен без участия В. А. Белилина. В конце 1872 г. между И. Я. Яковлевым и В. А. Белилиным произошло расхождение во взглядах, в частности, по вопросу о переводах на чувашский язык. Белилин хотел переводить на чувашский язык произведения прежде всего классиков русской литературы. Начало же переводческой деятельности И. Я. Яковлева было связано с переводами религиозной литературы. Это оправдывалось тем, что казанское православное Братство святителя Гурия, созданное по инициативе Н. И. Ильминского, и при котором в 1875 году была учреждена Переводческая комиссия первым председателем которой также был Н. И. Ильминский, выплачивало гонорары за издание на чувашском языке только религиозных книг и букварей.
На основе новой версии алфавита в 1873 г. был издан новый букварь — «Букварь для чуваш с присоединением русской азбуки», который состоит из двух — чувашского и русского — отделов и «Предуведомления», где изложены основные правила чувашского письма и представлен новый вариант алфавита. Этот алфавит без каких-либо изменений просуществовал 50 лет. С 1873 по 1917 на данном алфавите были изданы около 687 названий книг, в том числе Псалтирь, Новый завет Библии, календари, а также учебная, научная (агрономическая, ветеринарная, медицинская, пчеловодческая) и художественная литература, в 1906—1907 на этом алфавите издавалась первая чувашская газета «Хыпар».
На примере истории создании алфавита И. Я. Яковлевым можно видеть чередование четырёх этапов:
1. определяются фонемы языка;
2. каждой фонеме сопоставляется одна отдельная своя буква, то есть реализуется фонемный принцип алфавита;
3. в рамках морфемного и/или слогового принципов письма определяются орфографические правила, позволяющие сопоставить букве сразу несколько фонем и/или аллофонов;
4. производится сокращение количества букв за счёт удаления из алфавита тех, функции которых по передаче фонем и аллофонов были присоединены другим буквам.

Н. И. Ашмарин в 1910 году подготовил к изданию первый выпуск словаря чувашского языка, при составлении которого он придерживался фонетического принципа. Поэтому при написании чувашских слов он допускал значительное отклонение от общепринятых правил, которые существовали в чувашском письме того времени. Кроме букв, входивших в состав чувашского алфавита И. Я. Яковлева, Н. И. Ашмарин пользовался дополнительными буквами О о, Ö ö для передачи звуков о, ö диалекта вирьял, Буква I i употреблена разнозвучных словах, в которых первый слог твердозвучный, а во втором слоге с нарушением закона гармонии гласных имеется и, причём согласный этого слога, стоящий пред i смягчён: валлі (валл’и), ані (ан’и); последнее слово при начертании ани, может иметь другое произношение с другим значением. Буква þ употреблена в твердозвучных словах для передачи мягкого рʼ, который встречается в некоторых верховых говорах: каþан — вместо кайран, хыþа — вместо хăйра и т. д. Все йотованные гласные в словаре Н. И. Ашмарин передавал через сочетания йа, йу, йӳ, йе, йы, йи, йă, йӗ.
В первой половине XX в. при активном участии Ф. Т. Тимофеева, Т. М. Матвеева, В. Г. Егорова в чувашском алфавите произошли значительные изменения, вызванные общей направленностью национальной политики Советского Союза и нацеленные на большее сближение чувашской орфографии и орфоэпии с русской. :
- Постановлением 1926 года в чувашском алфавите буква Ꚋ была заменена буквой Ч, однако фактически замена произошла только в 1933 году;
- в 1933 году были включены буквы звонких согласных Б, Г, Д, Ж, З, Ц;
- в 1938 году алфавит чувашского языка был вновь пересмотрен, и было добавлено ещё 6 букв из русского алфавита: Щ, Ъ, Ь, Э, Ю, Я, но ввиду того, что мягкие Ԡ, Ԣ, Т̌ вполне могли быть заменены сочетаниями Ль, Нь, Ть, эти буквы были исключены из алфавита;
- в 1949 г. была добавлена 37-я буква — Ё.

Современная версия чувашского алфавита в честь И. Я. Яковлева называется Яковлевской. При этом надо делать оговорку на изменения, внесённые в чувашский алфавит в советский период российской истории.
| Автор неизвестен 1769 год | Н. И. Золотницкий 1867 год | И. Я. Яковлев В. А. Белилин 1872 год | И. Я. Яковлев В. А. Белилин 1872 год | И. Я. Яковлев 1873 год | Н. И. Ашмарин 1910 год | с 1949 года | Фонетическая транскрипция                                | Примеры                              |
| --- | -------------------------- | ------------------------------------ | ------------------------------------ | ---------------------- | ---------------------- | ----------- | -------------------------------------------------------- | ------------------------------------ |
| А а | А а                        | А а                                  | А а                                  | А а                    | А а                    | А а         | [ a ]                                                    | ала                                  |
| |                            | Ъ ъ                                  | Ъ ъ                                  | Ӑ ӑ                    | Ӑ ӑ                    | Ӑ ӑ         | [ ə ]                                                    | ӑшӑ                                  |
| Б б | Б б                        | Б б                                  |                                      |                        |                        | Б б         | [ b ] [ p̬ ] (b)                                          | баобаб                               |
| |                            | Б̀ б̀                                  |                                      |                        |                        |             | *[ bʲ ] *[ p̬ʲ ] (bʲ)                                     |                                      |
| В в | В в                        | В в                                  | В в                                  | В в                    | В в                    | В в         | [ ʋ ] [ ʋː ]                                             | ӑвӑ ӑвӑн                             |
| |                            | В̀ в̀                                  |                                      |                        |                        |             | *[ ʋʲ ]                                                  |                                      |
| G g | Г г                        | Г г                                  |                                      |                        |                        | Г г         | [ g ] (k̬)                                                | газ                                  |
| |                            | Г̀ г̀                                  |                                      |                        |                        |             | [ k̬ʲ ] (gʲ)                                              |                                      |
| Г г | Г̇ г̇                        | Ҕ ҕ                                  |                                      |                        |                        |             | [ x̬ ] (ɣ)                                                |                                      |
| |                            | Ҕ̀ ҕ̀                                  |                                      |                        |                        |             | [ x̬ʲ ] (ɣʲ)                                              |                                      |
| Д д | Д д                        | Д д                                  |                                      |                        |                        | Д д         | [ t̬ ] (d)                                                | домен                                |
| |                            | Д̀ д̀                                  |                                      |                        |                        |             | [ t̬ʲ ] (dʲ)                                              |                                      |
| Е е | Е е                        | Е е                                  | Е е                                  | Е е                    | Е е                    | Е е         | [ je ] [ ʲe ] [ e ]                                      | евӗк                                 |
| IÔ | Йо                         |                                      |                                      |                        |                        | Ё ё         | [ jo ] [ ʲo ]                                            | ёлка                                 |
| |                            | Ь ь                                  | Ь ь                                  | Ӗ ӗ                    | Ӗ ӗ                    | Ӗ ӗ         | [ ɘ ] (ɘ~ø)                                              | ӗҫ                                   |
| Ж ж | Ж ж                        | Ж ж                                  |                                      |                        | Ж ж                    | Ж ж         | [ ʂ̬ ] (ʐ)                                                | журнал                               |
| |                            | Ж̀ ж̀                                  |                                      |                        |                        |             | [ ʂ̬ʲ ] (ʐʲ)                                              |                                      |
| З з | З з                        | З з                                  |                                      |                        |                        | З з         | [ s̬ ] (z)                                                | завод, зоопарк                       |
| |                            | З̀ з̀                                  |                                      |                        |                        |             | *[ s̬ʲ ] (zʲ)                                             |                                      |
| И и | И и                        | И и                                  | И и                                  | И и                    | И и                    | И и         | [ i ] [ ɨ ]                                              | ир савни, грамматика                 |
| І і | I i                        |                                      |                                      |                        | І і                    |             | [ ɨ ]                                                    | революци                             |
| Й й | Й й                        | Й й                                  | J j                                  | Й й                    | Й й                    | Й й         | [ j ] [ jː ]                                             | йӑва, ейӗл ийя                       |
| К к | К к                        | К к                                  | К к                                  | К к                    | К к                    | К к         | [ k ] [ kː ] [ kʲ ] (c) [ kʲː ] [ k̬ ] (g) [ k̬ʲ ] (gʲ, ɟ) | кӑк акка кӗрӗк лекке ака пӗкӗ        |
| |                            | К̀к̀                                   |                                      |                        |                        |             | [ kʲ ] (c)                                               |                                      |
| Л л | Л л                        | Л л                                  | Л л                                  | Л л                    | Л л                    | Л л         | [ l ] [ lː ] [ lʲ ] [ lʲː ]                              | лайӑх, ала аллӑ выля иллюминатор     |
| |                            | Л̀ л̀                                  | Ԡ ԡ                                  | Ԡ ԡ                    | Ԡ ԡ                    |             | [ lʲ ]                                                   |                                      |
| М м | М м                        | М м                                  | М м                                  | М м                    | М м                    | М м         | [ m ] [ mː ]                                             | мӑйӑр, ама амма                      |
| |                            | М̀м̀                                   |                                      |                        |                        |             | *[ mʲ ]                                                  |                                      |
| Н н | Н н                        | Н н                                  | Н н                                  | Н н                    | Н н                    | Н н         | [ n ] [ nː ] [ nʲ ] (ɲ) [ nʲː ]                          | наян, ана вуннӑ ӗне анне             |
| |                            | Н̀ н̀                                  | Ԣ ԣ                                  | Ԣ ԣ                    | Ԣ ԣ                    |             | [ nʲ ] (ɲ)                                               |                                      |
| О о | O o                        | О о                                  | О о                                  | О о                    | О о                    | О о         | [ o ]                                                    | океан                                |
| ЬÔ | Ö ö                        |                                      |                                      |                        | Ӧ ӧ                    |             | [ ø ]                                                    |                                      |
| П п | П п                        | П п                                  | П п                                  | П п                    | П п                    | П п         | [ p ] [ pː ] [ p̬ ] (b)                                   | пӑр аппа апат                        |
| |                            | П̀ п̀                                  |                                      |                        |                        |             | *[ pʲ ]                                                  |                                      |
| Р р | Р р                        | Р р                                  | Р р                                  | Р р                    | Р р                    | Р р         | [ r ] [ rː ]                                             | ара пӗрре                            |
| |                            | Р̀ р̀                                  |                                      |                        | Þ þ                    |             | [ rʲ ]                                                   |                                      |
| С с | С с                        | С с                                  | С с                                  | С с                    | С с                    | С с         | [ s ] [ s̬ ] (z) [ sː ]                                   | сас, ӑс асам, усӑ ассӑ               |
| |                            | С̀ с̀                                  | Ҫ ҫ                                  | Ҫ ҫ                    | Ҫ ҫ                    | Ҫ ҫ         | [ ɕ ] [ ɕː ] [ ɕ̬ ]                                       | ҫӳҫ виҫҫӗ уҫӑ                        |
| Т т | Т т                        | Т т                                  | Т т                                  | Т т                    | Т т                    | Т т         | [ t ] [ tː ] [ tʲ ] [ t̬ʲ ] (dʲ) [ tʲː ] [ t̬ ] (d)        | тыт паттӑр тив, тевет вӗтӗ тетте атӑ |
| |                            | Т̀ т̀                                  | Т̌ т̌                                  | Т̌ т̌                    | Т̌ т̌                    |             | [ tʲ ] [ t̬ʲ ]                                            |                                      |
| У у | У у                        | У у                                  | У у                                  | У у                    | У у                    | У у         | [ u ]                                                    | усӑ                                  |
| | Ӳ Ӳ                        | Ӱ ӱ                                  | Ӳ ӳ                                  | Ӳ ӳ                    | Ӳ ӳ                    | Ӳ ӳ         | [ y ]                                                    | ӳс                                   |
| |                            | Ф ф                                  | Ф ф                                  |                        | Ф ф                    | Ф ф         | [ f ] [ f̬ ] (v)                                          | штраф шкафа                          |
| Х х | Х х                        | Х х                                  | Х х                                  | Х х                    | Х х                    | Х х         | [ x ] [ xː ] [ xʲ ] [ xʲː ] [ x̬ ] (ɣ) [ x̬ʲ ] (ɣʲ)        | хух аххан хевте ӗххӗм ахах мехел     |
| |                            | Х̀ х̀                                  |                                      |                        |                        |             | [xʲ] [ xʲ ] (ɣʲ)                                         |                                      |
| |                            |                                      |                                      |                        |                        | Ц ц         | [ ʦ ] [ ʦː ] [ ʦ̬ ] (ʣ)                                   | цирк революци абзацӗ                 |
| Ч ч | Ч ч                        | Т́ т́                                  | Ꚋ ꚋ                                  | Ꚋ ꚋ                    | Ч ч                    | Ч ч         | [ ʨ ] [ ʨː ] [ ʨ̬ ] (ʥ)                                   | чун каччӑ ача                        |
| Дч дч |                            | Д́ д́                                  |                                      |                        | Ђ ђ                    |             | [ ʨ̬ ] (ʥ)                                                | ача                                  |
| Ш ш | Ш ш                        | Ш ш                                  | Ш ш                                  | Ш ш                    | Ш ш                    | Ш ш         | [ ʂ ] [ ʂː ] [ ʂ̬ ] (ʐ)                                   | шӑршлӑ ӑшши ӑшӑ, лаша                |
| |                            | Ш̀ ш̀                                  |                                      |                        |                        |             | *[ ʂʲ ],                                                 |                                      |
| |                            |                                      |                                      |                        |                        | Щ щ         | [ ʂʨ ] [ ɕ ]                                             | щит                                  |
| ъ |                            |                                      |                                      |                        |                        | ъ           |                                                          |                                      |
| Ы ы | Ы ы                        | Ы ы                                  | Ы ы                                  | Ы ы                    | Ы ы                    | Ы ы         | [ ɯ ] [ ɨ ]                                              | ырӑ ҫын                              |
| ь | ь                          |                                      |                                      |                        |                        | ь           | [ ʲ ]                                                    |                                      |
| Ѣ ѣ |                            |                                      |                                      |                        |                        |             |                                                          |                                      |
| Э э | Э э                        | Е е                                  | Е е                                  | Е е                    | Е е                    | Э э         | [ e ] [ ɛ ]                                              | этем, элем                           |
| Ю ю | Ю ю                        |                                      |                                      |                        |                        | Ю ю         | [ ju ] [ ʲu ] [ u ]                                      | юр                                   |
| Я я | Я я                        |                                      |                                      |                        |                        | Яя          | [ ja ] [ ʲa ] [ a ]                                      | ял                                   |
| * Звуки, помеченные звёздочкой (астериском), не характерны для чувашского языка: не составляют минимальных пар — не фонематичны, аллофоны соответствующих фонем. В справочнике Л. П. Сергеева, в учебнике И. А. Андреева им даётся наименование фонемоид. Обозначение им даётся только в первом алфавите И. Я. Яковлева от 1872 года по принципу аналогии, с той точки зрения, что все согласные звуки в чувашском могут палатализироваться и что чувашскому языку нужна полная фонетическая орфография. Неверность предположения заставила И. Я. Яковлева изменить алфавит немедленно в том же году. |                            |                                      |                                      |                        |                        |             |                                                          |                                      |

### Орфография
Чувашский алфавит на русской графике от 1873 года был адаптирован под орфографические правила, созданные в 1872—1873 гг. для чувашской письменности. В первой половине XX века для того, чтобы сохранить звуковой облик и написание слов, заимствуемых из русского или через русский язык, в чувашскую грамматику были добавлены орфографические правила русского языка, которые распространялись только на написание и произношение заимствованных слов, а в алфавит были добавлены буквы Б б, Г г, Д д, Ж ж, З з, Ф ф, Ц ц, Щ щ, Э э, Ё ё, Ю ю, Я я, Ъ ъ, Ь ь.

#### Морфологический принцип
Ведущим орфографическим принципом чувашского письма является так называемый морфологический (или морфемный) принцип.
Поскольку слово складывается из морфем и в каждой из таких частей заложена определённая информация о его значении и грамматических свойствах, необходимо сохранять единообразное написание всех значащих частей слова (морфем, то есть префиксов (ни-, та-), корней и аффиксов), несмотря на различие в их произношении.

#### Слоговой принцип
В чувашской письменности применяется слоговой принцип, суть которого в том, что звуковое значение буквы устанавливается с учётом соседних букв, то есть в слоге. Вследствие этого многие буквы оказываются многозначными.
Слог, образуемый сочетанием согласной и гласной букв, в определённых случаях выступает в качестве единицы письма, то есть цельного графического элемента, части которого взаимно обусловлены.
Применение слогового принципа в чувашском алфавите представляет решение вопроса о передаче на письме согласных, парных по глухости-звонкости, по твёрдости-мягкости, а также звука [ j ], что позволило существенно сократить количество букв в алфавите, сократить длину слов путём устранения написаний с буквой й [ j ]).
Слоговой принцип получил выражение в трёх орфографических правилах чувашского языка:
- правило передачи мягкости согласных;
- правило передачи звонкости согласных к, п, с, ҫ, т, х, ч, ш;
- правило обозначения согласного [ j ].

##### Обозначение парных по твёрдости-мягкости согласных
Согласные звуки, парные по твёрдости-мягкости, имеют в чувашской письменности фонематическое значение, то есть служат для различения звуковых оболочек слов. В чувашском алфавите отсутствуют отдельные буквы для обозначения парных по мягкости-твёрдости согласных звуков. Например, буква Т т употребляется и для твёрдого, и для мягкого звука [ t ] (тыт — тет).
Отсутствие в алфавите отдельных букв для парных по твёрдости-мягкости согласных звуков компенсируется наличием двояких начертаний гласных звуков. Так, буквы а, о, у, э, ӑ, ы указывают на твёрдость предшествующего и последующего согласного, парного по твёрдости-мягкости, а буквы — я, ё, ю, е, ӗ, и, ӳ — на мягкость.
В сочетании с гласными а, о, у, э, ӑ, ы все согласные произносятся твёрдо: арман «мельница», арлан «хомяк», авлан «жениться». В сочетании с гласными я, ё, ю, е, ӗ, и, ӳ все согласные звуки произносятся мягко. При этом в отличие от русского языка смягчающее влияние гласных я, ё, ю, е, ӗ, и, ӳ распространяется как на предыдущий, так и на последующий согласный звук.

##### Обозначение парных по глухости-звонкости согласных
Шумные согласные к, п, с, ҫ, т, х, ч, ш произносятся звонко в двух положениях в слове:
1. между двумя гласными звуками (усӑ «польза»);
2. между сонорным согласным (в, й, л, м, н, р) спереди и гласным сзади (вӑйсӑр «бессильный»).

Как глухое, так и звонкое произношение шумных согласных на письме обозначается одинаково. Сравните: кас [ kas ] «резать» (конечный согласный произносится глухо) — касать [ kazatʲ ] «режет» (тот же согласный озвончается). Шумные согласные, обозначаемые на письме удвоенными буквами, произносятся глухо: аппа «старшая сестра», атте «отец», уссӑр «бесполезный», кăнттăм «неуклюжий».
Звонкое произношение согласных к, п, с, т, ш примерно совпадает со звонкими г, б, з, д, ж в русском языке.

##### Обозначение согласного звука [ j ]
Согласный звук [ j ] обозначается особой буквой й только в том случае, когда слог заканчивается этим звуком, следующим за гласным (айӑк, уйӑр и т. п.). Во всех прочих положениях звук [ j ] вместе со следующим гласным звуком обозначается одной буквой, а именно: я — [ja], ё — [jo], е — [je], ю — [jy]. Такое значение букв я, ё, е, ю имеет место: 1) в начале слова (ял); 2) после гласных (уяв); 3) после разделительных знаков ь (тухья).

#### Фонемный принцип
Основное правило фонемного принципа: «Как слышим, так и пишем». Как ведущий, фонемный принцип используется, например, в сербской и белорусской орфографии.
Некоторые из современных орфограмм чувашской письменности сложились под влиянием фонетических закономерностей.

#### Орфографические правила для заимствованных слов
С целью сохранения звукового облика заимствованных слов используются орфографические правила русской письменности, отменяющие действие правил чувашского письма:
- смягчающее влияние гласных я, ё, ю, е, ӗ, и, ӳ не распространяется на последующий согласный звук;
- шумный согласный (к, п, с, ҫ, т, х, ч, ш) между двумя гласными звуками произносится глухо;
- шумный согласный (к, п, с, ҫ, т, х, ч, ш) между сонорным согласным (в, й, л, м, н, р) спереди и гласным сзади произносится глухо;
- для передачи звонких согласных звуков используются буквы Б б, Г г, Д д, Ж ж, З з.

В противном случае пришлось бы писать «ӑкӑрамматтиккӑ» вместо «грамматика», «орвокӑрави» вместо «орфографи» и т. д.

### Диакритика
Система диакритических знаков чувашского алфавита на основе русского включает четыре диакритических знака, используемых в написании шести букв Ӑ ӑ, Ӗ ӗ, Й й, Ё ё, Ӳ ӳ, Ҫ ҫ.
Три диакритических знака пишутся отдельно:
- бреве (в буквах Ӑ ӑ, Ӗ ӗ, Й й);
- диерезис (в букве Ё ё);
- двойной акут (в букве Ӳ ӳ).

Один диакритический знак пишется слитно:
- седиль (в букве Ҫ ҫ).

### Двусистемность чувашского письма кириллицей
В современной чувашской письменности, начиная с первой половины XX века, параллельно существуют две системы письма — чувашская и русская — каждая из которых подчиняется своим грамматическим правилам. Чувашская система используется в написании собственно чувашских слов, русская — для заимствованных слов из русского либо посредством русского языка. Гипотетически возможна ситуация, когда в одном чувашском предложении могут оказаться слова, которые пишутся одинаково, но читаются по-разному, либо пишутся по-разному, но читаются одинаково.
Двусистемность чувашского письма ведёт к тому, что заимствуемые из русского либо посредством русского языка слова внедряются в чувашский язык без фонетических изменений, искажая фонетическую систему чувашского языка. По мнению доктора филологических наук Н. П. Петрова, устранить эту проблему можно, лишь пересмотрев существующую систему чувашской графики.

### Компьютерные технологии
У 33 букв русского алфавита, включённых в чувашский алфавит, кодировка символов совпадает с кодировкой аналогичных букв русского алфавита. В стандарте Юникода версии 3.2, принятого в 2002 году, были определены коды и для четырёх кириллических букв (8 компьютерных символов) чувашского алфавита Ӑ ӑ, Ӗ ӗ, Ҫ ҫ, Ӳ ӳ, отсутствующих в русском алфавите.

#### Кодировки
Четыре пары дополнительных букв чувашского языка располагаются в наборах символов и кодовых страницах следующим образом:
| Символ | HTML            | Latin 1+A *   | Unicode | UTF-8       | Windows-1251(чув.) | CP866(чув.) |
| Ӑӑ     | &#1232; &#1233; | &#258; &#259; | 4D0 4D1 | D3.90 D3.91 | 8C 9C              | F2 F3       |
| Ӗӗ     | &#1238; &#1239; | &#276; &#277; | 4D6 4D7 | D3.96 D3.97 | 8D 9D              | F4 F5       |
| Ҫҫ     | &#1194; &#1195; | &#199; &#231; | 4AA 4AB | D2.AA D2.AB | 8E 9E              | F6 F7       |
| Ӳӳ     | &#1266; &#1267; | &#376; &#255; | 4F2 4F3 | D3.B2 D3.B3 | 8F 9F              | F8 F9       |
| ------ | --------------- | ------------- | ------- | ----------- | ------------------ | ----------- |

* Примечание: столбец Latin 1+A часто используется ввиду того, что его использование исключает проблемы с отображением символов в различных браузерах и операционных системах, поскольку встроенные шрифты могут не содержать в полном составе символы кириллицы чувашского алфавита.
При кодировке страницы windows-1251 буквы кириллицы Ӑ ӑ, Ӗ ӗ, Ҫ ҫ, Ӳ ӳ не отображаются.
В настоящее время браузеры по умолчанию отображают содержимое в кодировке UTF-8, поэтому перед размещением чувашских текстов в иных кодировках необходимо их предварительно перекодировать в UTF-8.
Николай Плотников создал веб-сервис по замене чувашских букв «самопальных» шрифтов в латинские буквы Ă ă, Ĕ ĕ, Ç ç, Ÿ ÿ, то есть перекодировки в Windows-1251. Данный сервис обычно используется для перекодировки чувашских текстов для последующего размещения в Интернете, например, на сайте издательства «Хыпар».

#### Шрифты

##### «Самопальные» шрифты, несовместимые с Юникодом
Во второй половине 90-х гг. XX в. для набора чувашских текстов на компьютере «народные умельцы» переделывали проприетарные шрифты, перерисовывая глифы букв Ё ё, Ъ ъ и глифы знаков «+», «=», «_», «-», «/», «\» на глифы дополнительных букв чувашского алфавита Ӑ ӑ, Ӗ ӗ, Ҫ ҫ, Ӳ ӳ. При этом коды прежних и новых глифов совпадали. Во всех шрифтах, не совместимых со стандартом кодирования символов Юникод, нарушен принцип Юникода — однозначное соответствие символов кодам. При этом одни и те же буквы в одних шрифтах кодируются иначе, чем в других.
Поскольку операционные системы Windows 95 и Windows 98 поддерживают Unicode лишь на уровне кодовых страниц, то создание шрифтов, не совместимых со стандартом кодирования символов Юникода, на тот период представлялось вполне разумным. Наибольшее распространение получили шрифты TimesET Chuvash и Times New Roman Chuv. Шрифты Eurasian для Windows, также не совместимые с Юникодом, но включающие символы букв алфавитов башкирского, бурятского, калмыцкого, киргизского, монгольского, татарского, туркменского, уйгурского и чувашского языков и требующие дополнительной установки отдельной национальной раскладки клавиатуры, распространения не получили.
Некоторые из рассматриваемых шрифтов выложены для бесплатного скачивания на Официальном портале органов власти Чувашской Республики «CAP.ru».
По настоящий день основными шрифтами, используемыми органами государственной и муниципальной власти Чувашской Республики при наборе чувашских слов, являются шрифты гарнитуры TimesET Chuvash. Шрифты были созданы 25 декабря 1999 года на основе файлов TIMETN.TF1, TIMETB.BF1, TIMETI.TF1, TIMETT.BF1, интеллектуальные права на которые принадлежат Atech Software, Carlbad CA (1991). Автор шрифтов гарнитуры TimesET Chuvash не известен. Лицензионные условия использования шрифтов также не известны.
В настоящее время практически на всех используемых компьютерах установлены операционные системы, поддерживающие стандарт Юникод, для которых могут быть предложены иные решения, нежели шрифты, нарушающие принятое в стандарте Юникод кодирование символов. К тому же на использование указанных шрифтов не получены соответствующие лицензии.
Для сравнения приводятся снимки кодовых таблиц шрифтов Times New Roman и TimesET Chuvash. Как видно из снимков, в одной и той же позиции с кодом 002B в шрифтах размещаются разные символы.
Буквы кириллицы: Ӑ ӑ, Ӗ ӗ, Ҫ ҫ, Ӳ ӳ уже имеются в шрифтах Times New Roman версии 5.01 и выше в операционной системе Windows Vista и новее.

##### Универсальные (Юникодовские) шрифты
В настоящее время буквы Ӑ ӑ, Ӗ ӗ, Ҫ ҫ, Ӳ ӳ чувашского алфавита поддерживаются проприетарными шрифтами как Arial и Times New Roman. Однако ранее для отображения символов приходилось устанавливать специальные шрифты как Microsoft Sans Serif или Linux Libertine. Установка таких шрифтов на всех компьютерах, на которых потенциально могла возникнуть потребность набора или чтения текстов на чувашском языке, не представлялось возможным, о чём в интервью журналу «Националь» от 2 марта 2005 г. говорил ещё и Президент Чувашской Республики Н. В. Фёдоров: «В чувашском алфавите имеются четыре буквы, которые компьютерные программы многих пользователей не расшифровывают. Данный фактор становится барьерным в случае, если по электронной почте на родном языке общаются между собой, допустим, чуваши, проживающие в Чувашской Республике и где-то в другом регионе Российской Федерации, другой стране. У одного пользователя есть подходящий шрифт, у другого — нет, в результате чувашский текст на компьютерном экране становится абсолютно нечитаемым. Можно, разумеется, постараться всех оснастить необходимой шрифтовой программой. Но это практически очень сложно сделать».
По причине ограниченной поддержки восьми символов букв кириллицы Ӑ ӑ, Ӗ ӗ, Ҫ ҫ, Ӳ ӳ использовались внешне похожие (омоглифичные) символы букв кириллицы и латиницы (в скобках указаны коды символов в Юникоде):
- 1 буква (2 компьютерных символа) кириллицы:
  1. Ў (U+040E);
  2. ў (U+045E).
- 5 букв (10 компьютерных символов) латиницы:
  1. Ă (U+0102);
  2. ă (U+0103);
  3. Ĕ (U+0114);
  4. ĕ (U+0115);
  5. Ç (U+00C7);
  6. ç (U+00E7);
  7. Ÿ (U+0178);
  8. ÿ (U+00FF);
  9. Ỹ (U+1EF8);
  10. ỹ (U+1EF9).

Из-за использования разных компьютерных символов для написания одной буквы (например, для буквы Ӳ ӳ использовались четыре буквы: Ӳ ӳ, Ў ў, Ÿ ÿ, Ỹ ỹ), символы которых в Юникоде имеют разные коды, возможности создания систем проверки правописания для чувашского языка, систем поиска в Интернете и на локальных компьютерах резко ограничилась. Например, если в чувашском разделе Википедии задать поиск статей по ключевому слову Çӗрпÿ, то программа их не найдёт, так как в Википедии вместо Ÿ ÿ, используются символы Ӳ ӳ — Çӗрпӳ. Обратная ситуация с сайтами государственных и муниципальных органов власти Чувашской Республики в доменной зоне Cap.ru, на которых вместо Ӳ ӳ, используются символы Ÿ ÿ, Ỹ ỹ и Ў ў.
В чувашском разделе онлайн-энциклопедии «Википедия», на сайте Chuvash.org, а также на других сайтах администратором или владельцем которых является Николай Плотников, до сих пор используются следующие символы для четырёх специфических букв чувашского алфавита: символы трёх букв латиницы Ă ă, Ĕ ĕ, Ç ç и одной буквы кириллицы Ӳ ӳ. В том случае, если пользователи этих сайтов не имеют возможности набирать тексты с помощью этих символов, им предложено использовать буквы кириллицы А а, Е е, С с вместо букв латиницы Ă ă, Ĕ ĕ, Ç ç, букву кириллицы «У, у» вместо буквы кириллицы Ӳ ӳ либо пользоваться только буквами латиницы Ă ă, Ĕ ĕ, Ç ç, Ÿ ÿ.
Межведомственная комиссия по чувашскому языку рекомендовала для печати на чувашском языке вместо букв кириллицы Ӑ ӑ, Ӗ ӗ, Ҫ ҫ, Ӳ ӳ использовать схожие по начертанию буквы латиницы Ă ă, Ĕ ĕ, Ç ç, Ÿ ÿ, которые присутствуют в распространённых компьютерных шрифтах, включены в набор символов Windows Glyph List 4. Однако использование в чувашской кириллической письменности букв латиницы порождает проблему сортировки в алфавитном порядке, но и сортировка букв кириллицы не во всех программах (например, в Microsoft Word 2007) проводится достаточно корректно.
Среди указанных четырёх букв латиницы есть внешние отличия в написании между буквами Ӳ ӳ и Ÿ ÿ. Поскольку рекомендации Межведомственной комиссии по чувашскому языку касаются только компьютерных символов для букв чувашского алфавита, то в рукописных текстах написание буквы Ӳ ӳ не требует изменений. К тому же, в текстах на чувашском языке редко встречается прописная Ӳ (Ÿ). Во-вторых, в башкирском и татарском алфавитах для звука [y] используется буква Ү ү, похожая на Ÿ ÿ без умлаута. В третьих, в алфавитах различных народов для передачи звука [y] принято использовать буквы с диакритическим знаком умлаут, как в букве кириллицы Ӱ ӱ и букве латиницы Ü ü, а не двойным акутом как в букве Ӳ ӳ. Следует учесть и тот факт, что на экране монитора знак двойного акута, используемый в букве Ӳ ӳ, становится похожим на умлаут или макрон (в зависимости от используемого шрифта).

#### Раскладки клавиатуры
Существующие раскладки клавиатуры для чувашского алфавита на основе русского созданы на основе раскладки ЙЦУКЕН (Русская) и, помимо 33 букв русского алфавита, включают либо буквы кириллицы Ӑ ӑ, Ӗ ӗ, Ҫ ҫ, Ӳ ӳ, либо буквы латиницы Ă ă, Ĕ ĕ, Ç ç, Ÿ ÿ.

#### Интернет
Чувашский алфавит на основе кириллицы, используемый при размещении текстов в Интернете, помимо 33 букв кириллицы русского алфавита, использует 4 буквы латиницы Ă ă, Ĕ ĕ, Ç ç, Ÿ ÿ, что вызвано отсутствием символов для букв кириллицы Ӑ ӑ, Ӗ ӗ, Ҫ ҫ, Ӳ ӳ в компьютерных шрифтах Times New Roman, Arial, Calibri, Cambria, Verdana, Courier New и др., а также отсутствием символов этих букв в наборах символов Windows-1251 и Windows Glyph List 4.

### Критика
Критика чувашского алфавита на русской графике имеет столетнюю историю. Как и в критике алфавитов на арабице и на латинице здесь можно выделить несколько предпосылок-факторов:
- исторический;
- культурный;
- фонетический;
- орфографический;
- графический;
- педагогический;
- двусистемность;
- компьютерный.

Современный чувашский алфавит на русской графике есть реализация идей православного миссионера и просветителя Н. И. Ильминского: «Применение русского алфавита для инородцев Ильминскому представлялось предметом первостепенной и принципиальной важности. Дать инородцам русский алфавит для него значило приобщить их к ассимилирующей и растворяющей с русским народом русской культуре, то есть в его глазах русский алфавит для инородцев должен был являться могущественным средством скорейшего слияния их с русским народом».
Критики чувашской кириллицы указывают на чувашский кириллический алфавит как на эффективный инструмент для русской ассимиляции чуваш. Замена чувашского алфавита, заимствованного от русских, латинским, являющимся, по словам А. П. Милли, интернациональным, ослабит ассимилирующее влияние русской культуры и способствует вхождению чуваш в единое пространство западной цивилизации. В своём докладе А. П. Милли отмечает, что западная культура с её толерантностью и общечеловечностью может гарантировать сохранность и дальнейшее развития у чуваш их ценных национальных особенностей.
Качественные характеристики используемой системы письма выражаются, в том числе, в её способности отражать фонетические особенности устной речи. Если алфавит не позволяет с достаточной точностью записывать устную речь, то он либо реформируется, либо от него отказываются, как это произошло с древнечувашским алфавитом на основе арабицы.
Несовершенство современной чувашской орфографии, предложенной И. Я. Яковлевым в конце XIX века и адаптированной им под свою версию чувашского алфавита от 1873 года, по мнению Анатолия Кипеча, не позволяет с достаточной точностью записывать устную чувашскую речь: «ҫырулӑха вӗренме йышӑнсанах йывӑрлӑхсем сиксе тухма пуҫлаҫҫӗ. Пӗтӗм тӗнчешӗн „Пиге“ — „Pige“ пулсан, чӑвашсемшӗн вара — „Пике“, „Азамат“ — „Асамат“, „Алга“ — „Алка“… Сӑмах мӗнле илтӗнет, ҫавӑн пек ҫыраймастпӑр» (при изучении чувашской письменности возникают сложности. Для всего мира «Пиге» — «Pige», то для чуваш — «Пике», «Азамат» — «Асамат», «Алга» — «Алка»… Не пишем так, как слово слышится). Русская графика, по его мнению, не подходит для чтения и письма на чувашском языке. Решение данной проблемы А. Кипеч видит в использовании чувашской латиницы.
Герольд Лукоянов также считает, что использование алфавита на латинской графике позволит отказаться от правил современной чувашской орфографии: «калатпӑр кужак, Адӑл, кагай — ҫыратпӑр кушак, Атӑл, какай» (говорим кужак, Адӑл, кагай — пишем кушак, Атӑл, какай).
Педагог-пенсионер из деревни Сеньял Батыревского района Чувашской Республики Анисия Ермошкина обращает внимание на проблему схожести графики чувашского и русского языков, создающую дополнительные трудности при изучении чувашского и русского языков для чувашских детей, поскольку одинаково написанные слова в чувашском и в русском языках читаются по-разному, и наоборот, одинаково произносимые слова в чувашской письменности пишутся иначе, чем в русской: «Сӑмахсене асӑрхӑр: ил, им, мел, пир, тир, тип, пил. Ҫак сӑмахсене мӗнле чӗлхепе вуларӑр? Паллах, чӑваш сӑмахӗсем хушшинче вӗсем урӑхла вуланаҫҫӗ, вырӑс вулавӗнче ҫак сӑмахсен ҫемҫелӗхӗ ҫухалать» (Обратите внимание на слова ил, им, мел, пир, тир, тип, пил. Вы на каком языке их прочитали? На чувашском языке они читаются иначе, чем на русском. В русском письме эти слова теряют свою мягкость).
И для русских детей изучение чувашского языка также порождает трудности именно из-за схожести графики чувашского и русского алфавитов при сохранении существенных различий в грамматике языков.
Анисия Ермошкина пишет, что чувашские дети в большинстве своём владеющие русским языком и изучающие чувашский язык, учась в русской школе, начинают читать и писать чувашские слова по правилам русской грамматики: «Вырӑс чӗлхин витӗмне пула чӑваш сӑмахӗсене те вырӑслатса ҫыра пуҫларӗҫ» (под влиянием русского языка чувашские слова стали писать по-русски). Причину этого она видит в русской графике чувашского алфавита: «Вырӑссен кириллици чӑваш чӗлхин тӗп паллине — сингармонизм саккунне — аркатнине палӑртать» (русская кириллица рушит основное правило чувашского языка — закон сингармонизма). Сохранение подобной ситуации, по мнению А. Ермошкиной, способствует русификации чуваш. Выход из сложившейся ситуации она видит в использовании чувашского алфавита на латинской графике: «Чӑваш ҫырӑвӗ латиница ҫине куҫсан чӑваш чӗлхине вӗренесси самаях ҫӑмӑлланӗччӗ» (если чувашская письменность перейдёт на латиницу, то изучение чувашского языка облегчится).
Доктор филолог. наук Н. П. Петров несовершенство чувашского алфавита на основе русской графики видит в двусистемности чувашского письма, сложившейся в первой половине XX века: «Несовершенство обнаруживает себя в двуязычной ситуации, когда заимствуемые из русского языка слова внедряются в чувашский язык без фонетических изменений. Фонетическая система чувашского языка не соответствует фонетической системе русского языка. Несоответствие наблюдается как в области вокализма, так и в области консонантизма. Согласные звуки, обозначаемые теми или иными буквами, в собственно чувашских словах и в словах новозаимствованных произносятся неодинаково как по твёрдости и мягкости, так и по глухости и звонкости. Устранение этих несоответствий требует пересмотра существующей системы чувашской графики, возможно, пополнения алфавита новыми буквами или изменения значения существующих букв». Реформа существующего кириллического чувашского алфавита и изменение традиции письма, по словам Н. П. Петрова, усложняют овладение навыками письма и раздражают население. Поэтому не следует пытаться «улучшать» имеющийся алфавит.

## Чувашский алфавит на основе латиницы

### История
Начиная с XVIII века латиница применяется исследователями чувашского языка для записи чувашской лексики.
Шведский офицер Филипп Иоганн Табберт фон Страленберг (1676—1747 гг.), попав в плен в битве под Полтавой в 1709 году, в течение 13 лет жил в России, занимаясь изучением языков российских народов, в том числе и чувашского. После возвращения в Швецию в 1730 году Страленберг выпускает книгу о России, в которой даёт список из 29 чувашских слов, записанных им у чуваш-вирьял. Первые чувашские слова, которые были напечатаны в бумажной книге, были написаны латиницей: pärr (пĕрре), ychi (иккĕ), vitsi (виççĕ), twata (тăваттă), bclich (пиллĕк), olta (улттă), jithy (çиччĕ), jjylem (саккăр), bokur (тăххăр), wonn (вуннă), jack (сак), karuhoc (кантăк), jukru (çăкăр), alln (алă), jokula (сухал), kukru (кăкăр), kole (хул), giera (чĕре), ohra (ура), köls (куç), juas (çăвар), kuell (хĕвел), ziurd (çурт), boss (пуç), kimsa (сăмса), jyss (çÿç), kann (кун), kaspolat (çĕр, каç пулать).
Из работ Страленберга в Западной Европе впервые узнают о чувашском языке.
В начале XX века идея перехода на латинский алфавит неоднократно выдвигалась чувашской интеллигенцией. Гатчель в газете «Канаш» размещал статьи, в которых обосновывал переход на латиницу. На заседании общества от 24 мая 1922 году известный краевед Алексей П. Милли представил доклад «О замене существующего чувашского алфавита латинским», который получил большой резонанс среди слушателей
В конце XX века идея перехода на латинский алфавит вновь была поддержана частью чувашской интеллигенции.
В 1992 году на чувашской латинице было напечатано несколько статей в газете «Avan-i». президент Чувашской Республики Н. В. Фёдоров в интервью журналу «Националь» от 2 марта 2005 года вспомнил этот факт: «одна чувашская газета, выпускаемая молодым талантливым писателем Борисом Чиндыковым, в девяностые годы в качестве эксперимента попробовала печататься на латинице, но быстро прекратила эксперимент, поскольку для читателей латинский шрифт оказался слишком неудобным, трудночитаемым. Народу латиница не понравилась»
На чувашской латинице дублировалось название газеты «Аталану», выходившей в 1993 году и главным редактором которой был Н. Е. Лукианов. В 1996 году в чувашской республиканской газете «Хыпар» печатались статьи, написанные на чувашской латинице. Название, выходившей в 2003 году газеты «Hamăr yal», главным редактором которой был И. А. Иванов, писалось на чувашской латинице
В 1997 г. доктор филолог. наук В. И. Иванов выпустил сборник своих статей «Çĕршывĕ аслă, халăхĕ ăслă», в котором была статья «Kalajmarăm kalas samahă», написанная им в 1996 году для газеты «Хыпар».
В 1990-е годы на страницах сайта Chuvashia.com размещались новости, написанные латинской версией чувашского алфавита. В настоящее время эти новости удалены. Ссылка на веб-страницу сохранилась на сайте «Языки народов России в Интернете».
В интервью журналу «Националь» от 2 марта 2005 г. президент Чувашской Республики Н. В. Фёдоров на вопрос о возможности перехода чувашского алфавита на латиницу ответил, что её применение в компьютерном общении по электронной почте между пользователями разных стран запрещать просто бессмысленно: «А почему бы не „и кириллица, и латиница“? … Кому-то удобнее латиница, у него в компьютере только латинский шрифт — пусть пользуется латиницей».

### Диакритика
В чувашском алфавите на основе латиницы семь букв с диакритикой: Ă ă, Ĕ ĕ, Š š, Č č, Ü ü, Ş ş, Ž ž, в написании которых используют четыре диакритических знака:
- кратка (в буквах Ă ă, Ĕ ĕ);
- гачек (в буквах Š š, Č č, Ž ž);
- умлаут (в букве Ü ü);
- седиль (в букве Ş ş).

Одинаково выглядящие диакритические знаки могут иметь разное значение, название и статус в различных языках и системах письма. Тем не менее, складывается определённые общие правила использования диакритических знаков при создании букв для тех или иных звуков, что мы можем видеть и в существующих классификациях диакритических знаков, в практике создания новых алфавитов и в стандартах транслитерации алфавитов.
Для обозначения одного звука [y] в кириллице используется 3 буквы: Ү ү в башкирском и татарском, Ӱ ӱ, (У у + diaeresis) в марийском, алтайском, гагаузском, коми-язьвинском, хантыйском и хакасском языках, Ӳ ӳ (У у + двойной акут) в чувашском. В латинских же алфавитах звук [y] передаётся одной буквой Ü ü (U u + диерезис), где диакритический знак диарезес указывает на изменившееся («смягчившееся») произношение гласной.
Диарезес используется в немецкой и французской письменностях; заимствован финским (ä, ö), венгерским, турецким (ö, ü), словацким (ä), албанским (ë), эстонским (ä, ö, ü), исландским (ö) алфавитами, входит в состав русской и белорусской буквы Ё ё, украинской буквы Ї ї.
Ü ü в немецком алфавите обозначает умлаутированный гласный звук, аналогичный звуку, обозначаемому буквой Ю ю в русском слове «мюсли», и звуку, обозначаемому буквой Ӳ ӳ в чувашском кириллическом алфавите. В чувашском алфавите в букве Ӳ ӳ используется диакритический знак двойной акут.
В Международном стандарте ISO 9 чувашской кириллической букве Ӳ ӳ сопоставлена буква латиницы Ű ű. В латинских алфавитах (немецком, венгерском и т. д.) звук [y] передаётся буквой Ü ü. В чувашской латинице для передачи звука [y] также используется буква Ü ü.

### Диграфы
В чувашском алфавите на латинице йотованные гласные передаются через сочетания ja, ju, jÿ, je, jy, ji, jă, jĕ. Данный способ записи йотованных гласных использовался ещё Н. И. Ашмариным при подготовке словаря чувашского языка. Он передавал йотованные гласные через сочетания йа, йу, йӳ, йе, йы, йи, йă, йĕ.
.

### Компьютерные технологии
Все символы букв чувашского алфавита на латинице присутствуют во всех широко используемых компьютерных шрифтах, таких как Times New Roman, Arial, Calibri, Cambria, Verdana, Courier New, а также входят в набор символов Windows Glyph List 4.

#### Раскладки клавиатуры
Для чувашского алфавита на основе латиницы предложены компьютерные раскладки на основе латинских раскладок QWERTY и Colemak.

#### Интернет
Группа пользователей чувашской сферы Интернета при создании сайтов, ведении блогов и в общении через мессенджеры использует чувашскую латиницу.

### Критика
В газете «Чебоксарские новости» от 25 июня 1992 г. вышла статья Ипполита Иванова «Не уподобляться флюгеру» в которой автор отказывал чувашам в самой возможности иметь алфавит на основе латинской графики по причине отсутствия у чуваш давних связей с латинской культурой: «Недавно газета „Аван-и“ предложила перевести чувашскую графику на латинский алфавит. Такое нововведение, может быть, имеет какой-либо смысл для тех народов, у которых существуют давние связи с латинской культурой, но ведь этого нельзя сказать про чувашей».
В газете «Советская Чувашия» от 16 сентября 1992 г. со статьёй «Алфавит не меняют как перчатки» выступил один из главных критиков идеи массового перевода чувашской письменности с русской на латинскую графику И. А. Андреев. Все его аргументы можно свести к трём: кириллический, экономический и русский.
И. А. Андреев считает, кириллица больше отвечает фонетическим особенностям чувашского языка, нежели латиница, поскольку позволяет обходиться без диграфов (например, без ja, ju, je, jo, соответствующих буквам кириллицы Я я, Ю ю, Е е, Ё ё) и без букв с диакритическими знаками (например, без Č č, Š š, Ž ž, соответствующих буквам кириллицы Ч ч, Ш ш, Ж ж).
Переход на латинизированный чувашский алфавит, по мнению И. А. Андреева, неизбежно потребует замену полиграфической базы типографий, перепечатку существующих чувашеязычных учебников, переподготовку кадров, что увеличит расходы бюджета Чувашской Республики и отрицательно скажется на экономике республики.
Русский фактор в проблеме выбора между алфавитом на русской либо латинской графике представлен пятью аспектами:
1. исторический: «чувашская письменность с самого своего зарождения (с XVIII века) развивается на русской графической основе»;
2. культурный: «переход на латиницу неизбежно ляжет барьером между чувашской и русской культурой»;
3. языковой: «реальностью для нас остаётся чувашско-русское двуязычие. Следовательно, и письменность наша должна сохранить нынешнюю графическую основу»;
4. педагогический: «перевод чувашской письменности на латиницу не может не затруднить изучение детьми русского языка в школе. Представьте себе такую ситуацию, когда ребёнок слова типа парта, ручка, пальто, костюм, завод, аванс и т. д. по-чувашски будет писать латинскими буквами, а по-русски — буквами кириллицы. А ведь таких общих слов в чувашском языке сотни и тысячи, притом многие из них обиходные, повседневные»;
5. политический, связываемый И. А. Андреевым с опасностью роста влияния идей пантюркизма и панисламизма среди чуваш, через латинизированный алфавит: «смена письменности означает окончательную перемену ориентации не только в культурной сфере, но и в политике в целом»[59].

Современные критики в первую очередь указывают на то, что современным носителям чувашского языка, обучавшимся в школе чтению и письму на чувашском языке через кириллический алфавит, чтение и письмо на чувашской латинице будет даваться с определённой сложностью. Во-вторых, по их мнению, недостатком чувашской латиницы является использование диграфов ja, ju, je, jo вместо кириллических букв Я я, Ю ю, Е е, Ё ё. Третий аргумент связан с отсутствием в истории чувашского письма традиции письма латиницей.

## Транслитерация чувашского алфавита
Существуют правила транслитерации букв как между чувашскими алфавитами (рунического в кириллический и обратно, кириллического в латинский и обратно), так и букв чувашских алфавитов буквами русского и английского.

### Транслитерация буквами русского алфавита
Передача чувашских слов, географических названий, фамилий и имён людей буквами русского алфавита определяется правилами фонетической и побуквенной систем. На практике в одном и том же слове могут использоваться как фонетические, так и побуквенные правила. Например, чувашское Ҫеҫпĕл в русском языке пишется как Сеспель, хотя фонетически должно быть Щещпель (Сесьпель), а побуквенно — Сеспел.

### Транслитерация чувашского кириллического алфавита на латиницу
Создано несколько вариантов транслитерации чувашского кириллического алфавита на латиницу. Наибольшее распространение получили ГОСТ 7.79—2000, ISO 9, системы транслитерации Библиотеки Конгресса США, система транслитерации, используемая в базе данных по географическим названиям, поддерживаемой Институтом эстонского языка, системы романизации BGN/PCGN.

#### ГОСТ 7.79-2000
Межгосударственный стандарт ГОСТ 7.79-2000 введён в действие Постановлением Государственного комитета Российской Федерации по стандартизации и метрологии от 4 сентября 2001 г. № 371-ст непосредственно в качестве государственного стандарта Российской Федерации с 1 июля 2002 г. взамен ГОСТ 16876-71. ГОСТ 7.79—2000 представляет собой аутентичный текст ИСО 9—95 «Информация и документация. Транслитерация кириллических букв латинскими. Славянские и неславянские языки»
ГОСТ 7.79-2000 устанавливает две системы транслитерации чувашского кириллического алфавита латинскими буквами:
- с использованием диакритики (система А);
- с использованием буквосочетаний (система Б).

Транслитерация с использованием диакритики (система А) является строгой транслитерацией, при которой замена каждого знака исходного текста осуществляется только одним знаком латиницы. Она задаёт единое для всех языков отображение расширенного кирилловского алфавита на расширенный латинский алфавит.
Заглавные (прописные) буквы кирилловских алфавитов транслитерируют соответствующими заглавными (прописными) буквами латинского алфавита, строчные буквы транслитерируют строчными. Не допускается заменять заглавные (прописные) буквы с диакритическими знаками буквами без диакритики.
Для кирилловской буквы Ц установлены два варианта транслитерации: Ц передаётся либо латинской С, либо сочетанием CZ. Рекомендуется употреблять С перед буквами I, Е, Y, J, а в остальных случаях — CZ.
Обратный переход от транслитерированного текста по системе А к исходному предполагает замену на кирилловскую букву сначала трехсимвольных сочетаний, затем двухсимвольных и, наконец, одиночных букв.
Транслитерация с использованием буквосочетаний (система Б) является ослабленной транслитерацией при которой замена знаков исходного текста осуществляется сочетаниями двух или более знаков латиницы. Она задаёт для каждой кирилловской буквы представление в виде одной буквы основного (ограниченного) латинского алфавита или в виде такого сочетания букв, которое не может встретиться в тексте иначе чем при представлении данной буквы.
В состав используемых для транслитерации букв входят: а, b, с, d, е, f, g, h, i, j, k, l, m, n, o, p, q, r, s, t, u, v, w, x, y, z, ’ (апостроф), `(слабое ударение), а также знаки препинания и специальные знаки, используемые распространёнными массовыми печатающими устройствами.
Однозначная обратимость транслитерации по системе Б обеспечивается специфическим употреблением латинских букв h, у, с и символа `. Буквы h, у не означают сами по себе никаких кирилловских букв и употребляются только в буквосочетаниях.
Обратный переход от транслитерированного текста по системе Б к исходному предполагает замену на кирилловскую букву сначала трехсимвольных сочетаний, затем двухсимвольных и, наконец, одиночных букв.
Система транслитерации с использованием буквосочетаний для чувашского языка должна быть установлена отдельным (национальным) стандартом.
При транслитерации заглавных (прописных) букв буквосочетанием в транслитерированном тексте заглавный (прописной) вариант выбирается только для первой буквы сочетания, если в данном слове имеются строчные. Если все буквы исходного слова заглавные (прописные), то в транслитерированном слове заглавными пишут все буквы сочетания.
Арабские цифры 0, 1, 2, 3, 4, 5, 6, 7, 8, 9 при транслитерации сохраняются без изменений.
Римские цифры I, V, X, С, М, L, D и их комбинации транслитерации не подлежат. Они должны быть выделены из транслитерируемого текста специальными указателями.
Использование системы А или Б определяет орган, производящий транслитерацию, и это должно быть указано в сопроводительных материалах к документу. В составе одного документа следует использовать только одну систему, либо каждый раз вид транслитерации оговаривать особо и обозначать специальными указателями в тексте. Исключение из этого правила делается только для документов, в которых цитируются тексты, транслитерируемые в другом (цитируемом) документе, с указанием источника цитирования.
Транслитерированный текст на машиночитаемых носителях должен быть снабжён указателями, определяющими его границы, исходную письменность и способ транслитерации.
Небуквенные знаки письма (знаки препинания и др.) при транслитерации сохраняются, как правило, без изменения. При отсутствии нужных символов в печатающем устройстве используют символы, предусмотренные ГОСТ 27465, при этом допускается:
- изменять вид кавычек (вместо открывающих строчных кавычек использовать подстрочные кавычки либо надстрочные кавычки, а вместо закрывающих строчных кавычек использовать надстрочные кавычки);
- заменять тире дефисом, окружённым с двух сторон пробелами;
- заменять многоточие тремя последовательными точками;
- заменять символ номера знаком # или сочетанием No.

Не допускается заменять верхние кавычки двумя апострофами или двумя ударениями, а нижние — двумя запятыми.

#### Сравнительный анализ систем транслитерации
| Кириллица | Кириллица | KNAB 1995 | ALA-LC 1997 | Edward Allworth 1971 | ISO 9 Система А | ISO 9 Система А | ISO 9 Система Б | ISO 9 Система Б | Юникод | Юникод    | Юникод | Юникод | Название                       |
|           |           |           |             |                      |                 |                 |                 |                 | Hex    | Hex       | Dec    | Dec    |                                |
| --------- | --------- | --------- | ----------- | -------------------- | --------------- | --------------- | --------------- | --------------- | ------ | --------- | ------ | ------ | ------------------------------ |
| А         | а         | a         | a           | a                    | A               | a               | A               | a               |        |           |        |        |                                |
| Ӑ         | ӑ         | ä         | ă           | ă                    | Ă               | ă               |                 |                 | 102    | 103       |        |        | a breve                        |
| Б         | б         | b         | b           | b                    | B               | b               | B               | b               |        |           |        |        |                                |
| В         | в         | v         | v           | v                    | V               | v               | V               | v               |        |           |        |        |                                |
| Г         | г         | g         | g           | g                    | G               | g               | G               | g               |        |           |        |        |                                |
| Д         | д         | d         | d           | d                    | D               | d               | D               | d               |        |           |        |        |                                |
| Е         | е         | ye-, -e-  | e           | e, je                | E               | e               | E               | e               |        |           |        |        |                                |
| Ё         | ё         | yo        | ë           | ë                    | Ë               | ë               | Yo              | yo              | 00CB   | 00EB      | 203    | 235    | e diaeresis                    |
| Ӗ         | ӗ         | ĕ         | ĕ           | ö                    | Ĕ               | ĕ               |                 |                 | 114    | 115       |        |        | e breve                        |
| Ж         | ж         | zh        | zh          | ž                    | Ž               | ž               | Zh              | zh              | 017D   | 017E      | 381    | 382    | z caron                        |
| З         | з         | z         | z           | z                    | Z               | z               | Z               | z               |        |           |        |        |                                |
| И         | и         | i         | i           | i                    | I               | i               | I               | i               |        |           |        |        |                                |
| Й         | й         | y         | ĭ           | j                    | J               | j               | J               | j               |        |           |        |        |                                |
| К         | к         | k         | k           | k                    | K               | k               | K               | k               |        |           |        |        |                                |
| Л         | л         | l         | l           | l                    | L               | l               | L               | l               |        |           |        |        |                                |
| М         | м         | m         | m           | m                    | M               | m               | M               | m               |        |           |        |        |                                |
| Н         | н         | n         | n           | n                    | N               | n               | N               | n               |        |           |        |        |                                |
| О         | о         | o         | o           | o                    | O               | o               | O               | o               |        |           |        |        |                                |
| П         | п         | p         | p           | p                    | P               | p               | P               | p               |        |           |        |        |                                |
| Р         | р         | r         | r           | r                    | R               | r               | R               | r               |        |           |        |        |                                |
| С         | с         | s         | s           | s                    | S               | s               | S               | s               |        |           |        |        |                                |
| Ҫ         | ҫ         | s'        | ś           | ś                    | Ş               | ş               |                 |                 | 015E   | 015F      |        |        | s cedilla                      |
| Т         | т         | t         | t           | t                    | T               | t               | T               | t               |        |           |        |        |                                |
| У         | у         | u         | u           | u                    | U               | u               | U               | u               |        |           |        |        |                                |
| Ӳ         | ӳ         | ü         | u̇           | ü                    | Ű               | ű               |                 |                 | 170    | 171       |        |        | u double acute, u hungarumlaut |
| Ф         | ф         | f         | f           | f                    | F               | f               | F               | f               |        |           |        |        |                                |
| Х         | х         | kh        | kh          | h                    | H               | h               | X               | x               |        |           |        |        |                                |
| Ц         | ц         | ts        | t͡s          | c                    | C               | c               | Cz, C           | cz, c           |        |           |        |        |                                |
| Ч         | ч         | ch        | ch          | č                    | Č               | č               | Ch              | ch              | 010C   | 010D      | 268    | 269    | c caron (háček)                |
| Ш         | ш         | sh        | sh          | š                    | Š               | š               | Sh              | sh              | 160    | 161       | 352    | 353    | s caron (háček)                |
| Щ         | щ         | shch      | shch        | šč                   | Ŝ               | ŝ               | Shh             | shh             | 015C   | 015D      | 348    | 349    | s circumflex                   |
| Ъ         | ъ         |           | ″           | "                    | ʺ               | ʺ               | ``              | ``              | 02BA   | 02BA      | 698    | 698    |                                |
| Ы         | ы         | ï         | y           | y                    | Y               | y               | Y'              | y'              |        |           |        |        |                                |
| Ь         | ь         | '         | ′           | ' / j                | ʹ               | ʹ               | `               | `               | 02B9   | 02B9      | 697    | 697    |                                |
| Э         | э         | ë         | ė           | è, e                 | È               | è               | E`              | e`              | 00C8   | 0,00E+000 | 200    | 232    | e grave                        |
| Ю         | ю         | yŭ        | ͡iu          | ju                   | Û               | û               | Yu              | yu              | 00DB   | 00FB      | 219    | 251    | u circumflex                   |
| Я         | я         | yă        | ͡ia          | ja                   | Â               | â               | Ya              | ya              | 00C2   | 0,00E+000 | 194    | 226    | a circumflex                   |

В кириллических алфавитах одни и те же буквы кириллицы часто обозначают разные звуки (напр., буква Ҫ ҫ в чувашском передаёт звук [ ɕ ], а в башкирском — [ θ ]), а одни и те же звуки обозначаются разными буквами (напр., звук [y] передаётся буквой Ӳ ӳ (У у + двойной акут) в чувашском алфавите, Ӱ ӱ (У у + диерезис) в марийском, алтайском, гагаузском, коми-язьвинском, хантыйском и хакасском, Ү ү в башкирском и татарском). При создании Международного стандарта ISO 9 подобное разнонаписание и разночтение не было учтено. И для чувашской Ҫ ҫ, и для башкирской Ҫ ҫ в стандарте была предложена одна и та же буква латиницы Ş ş. А для каждой из трёх букв кириллицы — Ӳ ӳ (У у + двойной акут), Ӱ ӱ (У у + диерезис) и Ү ү, используемых для передачи одного и того же звука [ y ], в транслитерации предлагаются три разные буквы латиницы — Ű ű для Ӳ ӳ, Ü ü для Ӱ ӱ, Ù ù для Ү ү.

#### Диакритика
В транслитерации чувашского алфавита на латиницу по ГОСТ 7.79-2000 (ISO 9:1995) 12 букв, в написании которых используются семь диакритических знаков:
- кратка (в буквах Ă ă, Ĕ ĕ);
- диерезис (в букве Ë ë);
- седиль (в букве Ş ş);
- двойной акут (в букве Ű ű);
- гачек (в буквах Ž ž, Č č, Š š);
- гравис (в букве È è);
- циркумфлекс (в буквах Ŝ ŝ, Û û, Â â).